# Chino & Nacho
Chino & Nacho è un duo musicale venezuelano di musica, composto da Jesús Alberto Miranda Perez (Chino) e Miguel Ignacio Mendoza (Nacho). Sono stati fra i primi gruppi musicali venezuelani ad ottenere passaggi radiofonici al di fuori del proprio paese. Benché il gruppo si sia occupato principalmente di musica reggaeton, il repertorio di Chino & Nacho comprende anche  alternative, salsa, reggae ed altri generi.

## Storia
Prima di diventare un duo, Chino e Nacho erano entrambi membri di una boy band, i Calle Ciega, con i quali hanno pubblicato cinque album ed hanno ottenuto un notevole successo con il brano Mi cachorrita. In Venezuela e negli stati limitrofi i Calle Ciega divennero molto famosi, tuttavia per dissidi interni il gruppo si divise fra gli attuali Los Cadilacs, ed appunto, Chino & Nacho.
Chino & Nacho vengono messi sotto contratto dall'etichetta discografica All Star Records, e spinti da una massiva campagna pubblicitaria pubblicano il loro primo singolo Dentro de mi featuring Don Omar, che ottiene un grande successo. L'album di debutto Época de reyes viene pubblicato in quasi tutta l'America Latina. Nel novembre 2009 il duo firma un contratto con la Universal Music ed il loro nuovo singolo Mi niña bonita arriva alla prima posizione di varie classifiche di musica latina della prestigiosa rivista Billboard.
Nel mese di febbraio 2017, il duo annuncia ufficialmente la sua separazione.
A  marzo 2020, dopo quattro anni dalla separazione, annunciano il loro ritorno con il singolo Raro.

## Membri
- Jesús Alberto Miranda Perez (Chino) (Caracas, 15 novembre 1984)
- Miguel Ignacio Mendoza (Nacho) (Lecherías, 22 agosto 1983)

## Discografia
- 2008: Época de reyes
- 2010: Mi niña bonita
- 2010: Mi Niña Bonita: Reloaded
- 2010: Supremo
- 2011: El Poeta
- 2016: Andas en mi cabeza
- 2020: Raro